# Carex otrubae
Espèce
Synonymes
- Carex cuprina var. subcontigua (Kük.) De Langhe & Lambinon[2]
- Carex cuprina Auct.[3]
- Carex lamprophysa Sam. ex Nordh.[2]
- Carex nemorosa Rebent.[2]
- Carex subvulpina Senay[2]
- Carex vulpina f. bracteata G.Mey.[2]
- Vignea cuprina (Sándor ex Heuff.) Soják[2]
- Vignea nemorosa (Gaudin) Rchb.[2]
- Vignea otrubae (Podp.) Soják[2] [3]

Carex otrubae, la Laîche cuivrée,  est une espèce de plantes herbacées de la famille des Cypéracées.

## Liste des variétés
Selon Tropicos (25 décembre 2018) :
- Carex otrubae var. subcontigua (Kük.) De Langhe & J. Duvign.